# Turnverein Schönenwerd 2016-2017
Questa voce raccoglie le informazioni riguardanti il Turnverein Schönenwerd nella stagione 2016-2017.

## Organigramma societario
Area direttiva
- Presidente: Philip Noever

Area organizzativa
- Team manager: Daniel Bühlmann, Monika Allemann

Area comunicazione
- Responsabile marketing e comunicazione: Cheryl Walter

Area tecnica
- Allenatore: Žarko Ristoski
- Secondo allenatore: Marco Fölmli

Area sanitaria
- Nutrizionista: Daniel Bühlmann

## Rosa
| N° | Nome                 | Ruolo | Data di nascita   | Nazionalità sportiva |
| -- | -------------------- | ----- | ----------------- | -------------------- |
| 2  | Kristo Kollo         | S     | 17 gennaio 1990   | Spagna               |
| 3  | Julian Fischer       | L     | 4 novembre 1996   | Svizzera             |
| 4  | Simon Hofstede       | C     | 25 settembre 1992 | Svizzera             |
| 7  | Daniel Rocamora      | S/O   | 27 maggio 1988    | Spagna               |
| 8  | Sébastien Chevallier | P     | 14 luglio 1987    | Svizzera             |
| 9  | Carlos Guerra        | S     | 3 agosto 1981     | Messico              |
| 10 | Marco Kesten         | C     | 19 giugno 1998    | Svizzera             |
| 12 | Christoph Hänggi     | C     | 18 luglio 1993    | Svizzera             |
| 13 | Christopher Frame    | C     | 17 aprile 1996    | Svizzera             |
| 14 | Leon Dervisaj        | P     | 7 settembre 1996  | Germania             |
| 16 | Leandro Gerber       | S     | 14 marzo 1991     | Svizzera             |
| 17 | Noel Giger           | S/O   | 30 dicembre 1992  | Svizzera             |
| 20 | Fran Peterlin        | S     | 15 agosto 1993    | Croazia              |

## Mercato
| Acquisti | Acquisti             | Acquisti      | Acquisti   |
| R.       | Nome                 | da            | Modalità   |
| -------- | -------------------- | ------------- | ---------- |
| P        | Sébastien Chevallier | -             | definitivo |
| S        | Leandro Gerber       | -             | definitivo |
| S        | Carlos Guerra        | Chênois       | definitivo |
| C        | Marco Kesten         | Schönenwerd 2 | definitivo |
| S        | Kristo Kollo         | -             | definitivo |
| S        | Fran Peterlin        | HAOK Mladost  | definitivo |
| S/O      | Daniel Rocamora      | Unirea Dej    | definitivo |

| Cessioni | Cessioni          | Cessioni         | Cessioni   |
| R.       | Nome              | a                | Modalità   |
| -------- | ----------------- | ---------------- | ---------- |
| P        | Reto Giger        | Näfels           | definitivo |
| L        | Marco Heimgartner | -                | definitivo |
| S        | Kody Kessel       | Lüneburg         | definitivo |
| S        | Luca Müller       | Top Lucerna      | definitivo |
| S        | Jordan Richards   | Libertas Brianza | definitivo |
| S        | Jan Schnider      | -                | definitivo |

## Statistiche

### Statistiche di squadra
| Competizione      | Punti | In casa | In casa | In casa | In trasferta | In trasferta | In trasferta | Totale | Totale | Totale |
| Competizione      | Punti | G       | V       | P       | G            | V            | P            | G      | V      | P      |
| ----------------- | ----- | ------- | ------- | ------- | ------------ | ------------ | ------------ | ------ | ------ | ------ |
| Lega Nazionale A  | 46    | 15      | 10      | 5       | 14           | 10           | 4            | 29     | 20     | 9      |
| Coppa di Svizzera | -     | 0       | 0       | 0       | 1            | 0            | 1            | 1      | 0      | 1      |
| Totale            | -     | 15      | 10      | 5       | 15           | 10           | 5            | 30     | 20     | 10     |

G = partite giocate; V = partite vinte; P = partite perse

### Statistiche dei giocatori
NB: Non sono disponibili i dati relativi alla Lega Nazionale A e alla Coppa di Svizzera